# Piątkowa (Rzeszów)
Pour les articles homonymes, voir Piątkowa.
Piątkowa est une localité polonaise de la gmina de Błażowa, située dans le powiat de Rzeszów en voïvodie des Basses-Carpates.